# ぶーぶーかがぶー
『ぶーぶーかがぶー』は美水かがみの漫画『らき☆すた』を原作としたえれっとによる日本の漫画作品。

## 概要
原作と同様に、4コマ漫画の形式となっている。
元々は二次創作として、同人サークル「うつらうららか」のWebサイトで公開され、それをまとめた物や描き下ろしを収録した同人誌を発行していたことに端を発していたが、月刊コンプエースにて連載され、原作者や角川書店も公認のキャラクターとなった。
なお、「かがぶー」とは「柊かがみ」と「モノクロブー」を合わせた、「かがみんぶー」を略したものである。

## あらすじ
柊かがみは、朝覚めると体がモノクロブーのようなこぶたの姿になっていた。

## 登場人物
かがぶー（柊かがみ）
こぶたの姿になったかがみ。モノクロブーをモデルとした姿だが、かがみの特徴であるツインテールの髪型をそのまま持つ。
体型が体型であるため、ひっくり返ると自力では起き上がれない。またこんな体型ではあるが、元の姿と同じように自身の体重を気にかけている模様。泳ぐのも苦手。鼻を押すと「ぶー」と鳴るが、時折くしゃみをしてしまい、鼻水も飛んでしまう。鼻は口とほぼ同じ機能をしており、寝るときは鼻ちょうちんや鼻水を垂らす。一度つかさのパンツを見て鼻血を垂らしたこともありかがみ曰く「この視線は男性陣には譲れない。」。
また、衝撃が加わると大量に鼻水が出る模様。ゲーセンに行くとたまにUFOキャッチャーの景品と間違われる。服を着る際はなぜか上からアームが伸びてくる。
つかさ曰く「食べ方がシュール」。
ゲーム時は通常コントローラーが使いづらいためDDRのようなコントローラーを使う。
泉こなた
かがみの親友。気分が良いときはかがぶーを頭の上に乗せる。よく変なポーズをする。目が線でかかれる。かがぶーを侮辱するような一言を発するが、基本はかがぶーが大好きな様子で、かがぶーの行動におおげさに感動する。
柊つかさ
こぶたの姿になった姉を思いやって持ち運ぶが、たまに意図的か不明だがはかりや金網の上に載せる。意図せずかがぶーやこなたからパンツを見られる。
高良みゆき
この作品では終始無表情であり、原作のようなドジキャラでもなく、かがぶーの荒ぶるツインや投げたバットを瞬時にかわすなど超人的な一面も持つ。
黒井ななこ
夏休みにこなた・つかさ・かがぶー・みゆきで「マリーンズ部」という野球部らしきものを結成。練習に励む。かがぶーには特別ルールを適用。しかし「もはやルール・人数的には無理がある」と、解散させる。
日下部みさお
かがぶーが大好きなようで、カバンを忘れた際には「私が柊のカバンになる」と宣言したり、筆記用具が無いときは「私が鉛筆になる！」と鉛筆の着ぐるみを着た。
峰岸あやの
かがぶーがカバンを忘れた際に、かがぶー鉛筆とかがぶー消しゴムを貸与したがか、自分の姿の消しゴムが削れていくためがぶー曰く「落ち着かない。」。何故か時たま語尾に「〜ぜよ」と付けて話す。
岩崎みなみ
原作では表情は少ないが、この作品では原作のこなたのような目でゆたかのように明るく笑う。かがぶーの鼻を押すことが幸せ。
小早川ゆたか
かがぶーをよく慕っている。またかがぶーも純粋なゆたかに癒されることもしばしば。
田村ひより
自称・孤高の同人アーティスト。この作品では同人誌「ボクはいつだってわんだふる」を連載している。
普段はこなたやみゆきと同じような描かれ方だが、時折なぜか目が小さい白目に浮いたゴマのようになっており、あまりかわいくないように描かれる。
かがぶーに影響を受け、自身の同人作品の主人公である「ワンビリー君」のデザインを変え名前もワンビブーに変更。本人曰く「カワイイデザイン」だが、傍目には非常に不気味な容姿であり、イベントで本を手に取った客を引かせる。
パトリシア・マーティン
こなたのバイト先の友人。かがぶーと初対面の際上下に振り回し、かがぶーは酔ってバイト開始前に休んでしまった。つかさ、ゆたかと同じく可愛らしく描かれる。登場話では舞台がコスプレ喫茶だったため、終始涼宮ハルヒの憂鬱の登場キャラクターである朝比奈みくるのコスプレを着用していた。
八坂こう
ひよりの先輩であり、恐らく原作と同じアニメーション研究部の部長。
ひよりの描いた不気味な姿の「ワンビブー」を絶賛するなど、独特のセンスを持っている様子。
チェリー
最初はかがぶーをからかっていたが、だんだん仲良くなっていき、最終的には一緒に寝る仲までになった。
桜庭ひかる
かがみのクラスの担任。眠いからというそれだけの理由で授業を自習にする。
唯一顔の描かれ方が原作と同じである。
天原ふゆき
保健室の養護教諭。かがぶー曰く、抱かれた感触はひかる、ゆたかは「ぺたコ」に対し「ふに」。
ひかるとかがぶーを引っ張り合い、かがぶーにケガをさせてしまい、治療する。
成実ゆい
口癖「お姉さんびっくりだ」はこの作品でも健在。玩具の銃を相手につきつけたり、さみしくなると自分にもつきつけるためこなた曰く「玩具でもびびる」。
なお、かがぶー以外のキャラクターは、基本的につかさやゆたかのようにかわいらしく描かれている場合と、同じえれっとの作品の『にょろーん ちゅるやさん』でのキョンやハルヒと同様こなたやみゆきのように目鼻が線で描かれている場合とに分けられる。なお、単行本のおまけの同人誌版の再録ページにてかがぶーとちゅるやさんは共演している。また、『ちゅるやさん』の同人誌でも共演があるが単行本未収録。

## 書誌情報

### 同人誌
- ぶーぶー☆かがぶー（2007年8月17日発行、コミックマーケット72で頒布開始）
  - 一部を除き、下記単行本にも再録されている。

### 単行本
- ぶーぶーかがぶー（カドカワコミックス）
  - 通常版（2010年3月26日初版発行、ISBN 978-4-04-854440-5）
  - ぶーっと限定版（2010年3月18日初版発行、ISBN 978-4-04-900794-7）
    - 限定版仕様のコミックス、ミニフィギュア、特別小冊子のセット。